# 朴昇煥
朴 昇煥（パク・スンファン、ぼく しょうかん、朝鮮語: 박승환、1869年 - 1907年8月1日）は、大韓帝国の軍人。

## 生涯
大韓帝国軍参領として侍衛隊第一連隊第一大隊長に在職中の1907年（光武11年）、高宗が大日本帝国によって帝位を奪われると、宮廷に突入して復位運動を広げようとしたが高宗に累が及ぶのを恐れて中止した。
7月24日に結ばれた第三次日韓協約に伴う秘密協定（付属覚書）に伴い、8月1日に大韓帝国軍の解散のために大隊長以上の韓国人将校は朝鮮駐箚軍司令部に集合させられたが、不吉な予感から病を理由に出頭しなかった。
朴昇煥は閔妃殺害（乙未事変）以来、日本軍への復讐を考えていたが、大韓帝国軍が解散となれば本懐を遂げられぬと察し、西小門の兵営に呼び出しに来た日本軍将校の前で拳銃により自決。『軍不能守国、臣不能盡忠、万死無惜（軍人としては国を守れず、臣としては忠を尽くせず、万死も惜みなし）』という遺書を残した。
死後の1962年に大韓民国建国勲章大統領章が追贈され、2003年8月の護国人物に選定された。

## 階級
- 1897年3月21日: 参尉
- 1899年11月11日: 副尉
- 1900年7月23日: 正尉
- 1904年2月15日: 参領

## 家族
- 息子 : 박정흡
  - 孫 : 朴大鐘(1917 - 1995)
  - 孫 : 朴王鐘(1936 - )